# Eleanor Matsuura
Eleanor Matsuura (Tokio, 16 de julio de 1983) es una actriz japonesa. Tras mudarse a Inglaterra, desempeñó una activa carrera en el teatro en ese país. Inició su carrera en la televisión a mediados de la década de 2000 realizando papeles menores en series como EastEnders y Extras. Logró el reconocimiento internacional tras interpretar los papeles de Hannah Santo en Spooks: The Greater Good, Bev en Utopia y Yumiko en The Walking Dead.

## Biografía

### Primeros años
Matsuura nació en Tokio, Japón. En su juventud su familia se mudó a Inglaterra, estableciéndose en la ciudad de Hertfordshire. Allí cursó estudios de actuación en la Central School of Speech and Drama, graduándose en el año 2004. También cursó estudios de baile moderno y danza antigua.

### Carrera
Matsuura empezó a desempeñarse en el teatro británico desde su adolescencia. Apareció en el escenario de importantes teatros en Inglaterra como el Royal Court Theatre y el Old Vic. En 2005 realizó su debut en la televisión, interpretando un pequeño papel de una recepcionista en la serie La movida. Ese mismo año apareció en las series Holby City (en el papel de Suzie Ford) y Extras (interpretando a la esposa de un productor), y en la película para televisión A Very Social Secretary. En 2016 debutó en la gran pantalla interpretando a Ruby en la producción británica-estadounidense Breaking and Entering y encarnando a la doctora Thorne en la serie de televisión EastEnders.
En 2007 interpretó el papel de Sally en la serie de televisión británica Party Animals y a la señora Murray en After You've Gone. Un año después integró el reparto de la popular serie Doctor Who en el papel de Jo Nakashima. Finalizó la década de 2000 registrando apariciones en series como Doctors, Trial & Retribution, My Family, Lead Balloon, FM, The Old Guys y Hunter, entre otras.
En 2011 actuó en la serie de televisión New Tricks, donde interpretó a Tiffany Hayes. Dos años después integró el reparto regular de la serie de suspenso británica Utopia en el papel de Bev. Otras de sus apariciones en la década de 2010 incluyen series como Da Vinci's Demons, Residue, Silk, The Smoke, Law & Order: UK y Vexed. Matsuura interpreta un papel importante en la laureada serie de televisión de BBC One Sherlock, donde encarna a la inspectora y detective Hopkins.
En 2017 apareció en la película de superhéroes Wonder Woman como Epione. En 2018 empezó a interpretar el papel de Yumiko, miembro de un grupo de sobrevivientes que es salvado por Judith Grimes, en la novena temporada de la popular serie de televisión estadounidense The Walking Dead. Matsuura también se ha desempeñado como actriz de voz, registrando colaboraciones en videojuegos como World of Warcraft, Star Wars: Battlefront II, Mass Effect: Andromeda y Dreamfall Chapters.

## Plano personal
Matsuura tiene ascendencia japonesa y británica y posee un conocimiento básico del idioma japonés. Es una activista de los derechos de los animales y colabora con frecuencia con la fundación y refugio animal Battersea Dogs and Cats Home en el distrito de Battersea, Londres.
En 2014 se casó con el actor canadiense Trevor White. Ellos viven en Londres. En noviembre de 2017 la pareja tuvo a su primera hija.

## Filmografía

### Film
| Año  | Título                                                           | Rol                  | Notas         |
| ---- | ---------------------------------------------------------------- | -------------------- | ------------- |
| 2006 | Breaking and Entering                                            | Ruby                 |               |
| 2006 | After the Rain                                                   | Lian                 | cORTO         |
| 2007 | Magicians                                                        | Mesera               |               |
| 2012 | The Grind                                                        | Charlie (Joven Dama) |               |
| 2013 | Alan Partridge: Alpha Papa                                       | Reportera de TV      |               |
| 2013 | The Love Punch                                                   | Michaela             |               |
| 2014 | Blood Moon                                                       | Cierva negra         |               |
| 2015 | Spooks: The Greater Good                                         | Hannah Santo         |               |
| 2015 | The Lady in the Van                                              | Entrevistadora       |               |
| 2015 | Burn Burn Burn                                                   | Pandora              |               |
| 2016 | The Complete Walk: Antony and Cleopatra                          | Desconocido          | Corto         |
| 2016 | The 101-Year-Old Man Who Skipped Out on the Bill and Disappeared | Rebecca              |               |
| 2017 | Lost in London                                                   | Laura                |               |
| 2017 | Wonder Woman                                                     | Epione               |               |
| 2017 | Justice League                                                   | Epione               | Sin acreditar |
| 2018 | Juliet, Naked                                                    | Cat                  |               |
| 2020 | The One and Only Ivan                                            | Candace Taylor       |               |
| 2021 | Zack Snyder's Justice League                                     | Epione               | Sin acreditar |
| 2022 | I Used to Be Famous                                              | Amber                |               |

### Televisión
| Año        | Título                          | Rol                       | Notas                                                                                          |
| ---------- | ------------------------------- | ------------------------- | ---------------------------------------------------------------------------------------------- |
| 2005       | Hustle                          | Receptionista             | Episodio: "The Lesson"                                                                         |
| 2005       | Holby City                      | Suzie Ford                | Episodio: "Damage Limitation"                                                                  |
| 2005       | Extras                          | Esposa del productor      | Episodio: "Ben Stiller"                                                                        |
| 2005       | A Very Social Secretary         | Luz                       | Film para TV                                                                                   |
| 2006       | EastEnders                      | Dra. Thorne               | Episodio: "Episode dated 5 January 2006"                                                       |
| 2006       | 9/11: The Twin Towers           | Operadora #1              | Documental para TV                                                                             |
| 2006; 2008 | Doctors                         | Diana Coverly Erika Simms | Episodio: "The Real Thing" Episodio: "Hidden Demons"                                           |
| 2007       | Party Animals                   | Sally                     | Episodio: "Episode #1.1"                                                                       |
| 2007       | After You've Gone               | Srta. Murray              | Episodio: "Ripped Off"                                                                         |
| 2008       | Trial & Retribution             | Angela Clarkson           | Episodios: "Conviction: Part 1" "Conviction: Part 2"                                           |
| 2008       | Doctor Who                      | Jo Nakashima              | Episodio: "The Sontaran Stratagem"                                                             |
| 2008       | My Family                       | Doctora                   | Episodio: "Neighbour Wars"                                                                     |
| 2008       | Lead Balloon                    | Izzy                      | Episodio: "Mistake"                                                                            |
| 2008; 2012 | Casualty                        | Janie Newark Kelly Leese  | Episodio: "Someone's Lucky Night" Episodio: "Duty of Care"                                     |
| 2009       | Hunter                          | DI Zoe Larson             | Episodios: "Episode #1.1" "Episode #1.2"                                                       |
| 2009       | The Old Guys                    | Marianne                  | Episodio: "Marriage"                                                                           |
| 2009       | FM                              | Jess                      | Episodio: "System Addict"                                                                      |
| 2010       | Money                           | Cherry                    | Episodio: "Episode #1.1"                                                                       |
| 2011       | Lunch Monkeys                   | Srta. Fox                 | Episodio: "Big Trouble in Little Cranford"                                                     |
| 2011       | Sirens                          | Tracy Kadam               | Episodio: "Two Man Race"                                                                       |
| 2011       | New Tricks                      | Tiffany Hayes             | Episodio: "Old Fossils"                                                                        |
| 2011       | The Fades                       | Vicky                     | 4 episodios; miniserie                                                                         |
| 2011–2012  | The Royal Bodyguard             | Dana                      | Episodios: "The Limping Assassin" "Bullets over Broad Street"                                  |
| 2012       | Hacks                           | Ho Chi Mao Feast          | Film para TV                                                                                   |
| 2012       | Twenty Twelve                   | Doctora                   | Episodio: "Inclusivity Day"                                                                    |
| 2012       | Vexed                           | Emma                      | Episodio: "Episode #2.1"                                                                       |
| 2013       | Utopia                          | Bev                       | Episodios: "Episode #1.1" "Episode #1.2" "Episode #1.3"                                        |
| 2013       | Law & Order: UK                 | Sophie Cohen              | Episodio: "Fatherly Love"                                                                      |
| 2014       | The Smoke                       | Cindy                     | Episodio: "Episode #1.3"                                                                       |
| 2014       | Silk                            | Elizabeth Forester        | Episodio: "Episode #3.4"                                                                       |
| 2015       | Residue                         | Angela Rossi              | 3 episodios; miniserie                                                                         |
| 2015       | Da Vinci's Demons               | Madame Singh              | 6 episodios; recurrente (temporada 3)                                                          |
| 2015       | Cuffs                           | PC Donna Prager           | 8 episodios; miniserie                                                                         |
| 2016       | The Comic Strip Presents Redtop | Wendi Deng                | Film para TV                                                                                   |
| 2016       | A Midsummer Night's Dream       | Hippolyta                 | Film para TV                                                                                   |
| 2017       | Sherlock                        | DI Hopkins                | Episodio: "The Six Thatchers"                                                                  |
| 2017–2019  | Into the Badlands               | Baronesa Juliet Chau      | 6 episodios; recurrente (temporadas 2–3)                                                       |
| 2018       | Shetland                        | DI Jessie Cole            | Episodios: "Episodio #4.5" "Episode #4.6"                                                      |
| 2018–2022  | The Walking Dead                | Yumiko Okumura            | Recurrente (Temporada 9) Protagonista (Temporadas 10–11) Principal (Temporada 11) 30 episodios |
| 2019       | The Rook                        | Claudia Clifton           | Episodio: "Chapter 1" "Chapter 2"                                                              |
| 2021       | This Time with Alan Partridge   | Profesora Rebecca Burns   | Episodio: "Series 2: Episodio 6"                                                               |
| 2024       | The Day of the Jackal           | Zina Jansone              | Episodios 1 y otros                                                                            |

### Videojuegos
| Año  | Título                                                        | Rol                            | Notas |
| ---- | ------------------------------------------------------------- | ------------------------------ | ----- |
| 2010 | Doctor Who: The Adventure Game – Shadows of the Vashta Nerada | Dana Tanaka                    |       |
| 2014 | Dreamfall Chapters                                            | Saga (35 años)                 |       |
| 2015 | Dirty Bomb                                                    | Kira                           |       |
| 2015 | Final Fantasy XIV: Heavensward                                | Ranger de la Oscuridad/ Yugiri |       |
| 2015 | Star Wars: Battlefront                                        |                                |       |
| 2016 | Homefront: The Revolution                                     |                                |       |
| 2017 | Ghost Recon: Wildlands                                        |                                |       |
| 2017 | Mass Effect: Andromeda                                        |                                |       |
| 2017 | Final Fantasy XIV: Stormblood                                 | Yugiri                         |       |
| 2017 | Lego Marvel Super Heroes 2                                    |                                |       |
| 2017 | Star Wars: Battlefront II                                     |                                |       |
| 2017 | Planet of the Apes: Last Frontier                             | Oaka                           |       |
| 2018 | World of Warcraft: Battle for Azeroth                         |                                |       |
| TBA  | Squadron 42                                                   | August Beck                    |       |